# Felimare villafranca
Felimare villafranca is een slakkensoort uit de familie van de Chromodorididae. De wetenschappelijke naam van de soort is voor het eerst geldig gepubliceerd in 1818 door Risso.